# آرامگاه سلطان محمود صرم
بقعه سلطان محمود صرم مربوط به دوره صفوی - دوره قاجار است و در شهرستان کهک، روستای صرم واقع شده و این اثر در تاریخ ۲۳ بهمن ۱۳۸۰ با شمارهٔ ثبت ۴۷۷۳ به‌عنوان یکی از آثار ملی ایران به ثبت رسیده است.